# Ritjärnen (Lekvattnets socken, Värmland, 667088-133166)
Ritjärnen är en sjö i Torsby kommun i Värmland och ingår i Göta älvs huvudavrinningsområde. Sjön har en area på 0,0408 kvadratkilometer och ligger 193,5 meter över havet.

## Delavrinningsområde
Ritjärnen ingår i det delavrinningsområde (667185-133078) som SMHI kallar för Ovan VDRID = 672632-158939 i Rottnans vattendrags*. Medelhöjden är 272 meter över havet och ytan är 26,78 kvadratkilometer. Räknas de 11 avrinningsområdena uppströms in blir den ackumulerade arean 440,03 kvadratkilometer. Rottnan som avvattnar avrinningsområdet har biflödesordning 3, vilket innebär att vattnet flödar genom totalt 3 vattendrag innan det når havet efter 362 kilometer. Avrinningsområdet består mestadels av skog (83 procent). Avrinningsområdet har 1,12 kvadratkilometer vattenytor vilket ger det en sjöprocent på 4,2 procent.